# لاتيت
اللاتيت أو اللاتايت (بالإنجليزية: Latite)‏ هو صخر ناري سطحي مُر قّط أوْ بورفيري له بلورات بارزة من البلاجيوكليز والفلسبار البوتاسي (احتمال بشكل غالبِي أنْ يكون بكميات متساوية تقريباً، وبه قليل من (Sanidine سانيديناً الكوارتز أوْ عدمه، وراسب أرضية دقيقة التبلور إلى زجاجية، ربما تحتوي على فلسبار بوتاسيوم محجوب، وهو المكافئ السطحي.